# Teorias da conspiração sobre a morte de Diana, Princesa de Gales
Várias teorias da conspiração surgiram em torno da morte de Diana, princesa de Gales, em 1997.  Investigações oficiais no Reino Unido e na França descobriram que Diana morreu de maneira consistente com os relatos da mídia após o acidente de carro fatal em Paris em 31 de agosto de 1997. Em 1999, uma investigação francesa concluiu que Diana morreu como resultado de um acidente.  O investigador francês, juiz Hervé Stephan, concluiu que os paparazzi estavam a alguma distância do Mercedes S280 quando o veículo bateu e não foram responsáveis.  Depois de ouvir as evidências no inquérito britânico, um júri em 2008 retornou um veredicto de "assassinato ilegal" pelo motorista Henri Paul e os paparazzi que perseguiam o carro.  O veredicto do júri afirmou: "Além disso, a morte do falecido foi causada ou contribuiu para o fato de que o falecido não estava a usar o cinto de segurança e pelo fato de que a Mercedes atingiu o pilar no Túnel da Ponte de l' Alma em vez de colidir com algo mais". 
Dois jornais estavam ativos na disputa da versão oficial dos acontecimentos, de um lado, o britânico Daily Express,  e o empresário egípcio Mohamed Al-Fayed, cujo filho, Dodi, era companheiro de Diana na época e também morreu no acidente. Em 2003, o mordomo de Diana, Paul Burrell, publicou uma nota que alegou ter sido escrita por Diana em outubro de 1993, na qual havia alegações de que seu marido estava "planejando 'um acidente' no carro [de Diana], falha no freio e grave ferimento na cabeça". para que ele pudesse se casar novamente.  Ela teria expressado preocupações semelhantes em outubro de 1995 a Lord Mishcon, seu advogado, que "fontes confiáveis" disseram a ela "que ela e Camilla seriam postas de lado" para que Charles se casasse com Tiggy Legge-Bourke.  Uma equipe especial de inquérito da Polícia Metropolitana foi estabelecida em 2004, a Operação Paget , chefiada pelo Comissário John Stevens para investigar as várias teorias da conspiração que levaram ao inquérito britânico. Esta investigação analisou 175 alegações de conspiração feitas por Fayed.  Em 2005, o então príncipe Carlos, como testemunha, disse a Stevens que não sabia sobre o bilhete de sua ex-esposa de 1995 e não conseguia entender por que ela tinha esses sentimentos. Mohamed Al Fayed propôs persistentemente o que se descobriu serem teorias da conspiração no inquérito  e afirmou repetidamente que acredita que seu filho (Dodi Al Fayed) foi assassinado com Diana.

## Henri Paul (motorista de Daiana)

### Ligações com serviços governamentais de segurança
Os teóricos da conspiração alegaram que o motorista do Mercedes-Benz W140, Henri Paul, era pago por um serviço de segurança nacional, embora diferentes versões da alegação, o país do serviço de segurança ao qual servia, poderia ser, tanto a Grã-Bretanha, como a França ou os Estados Unidos. As evidências que supostamente apoiam isso surgem principalmente do dinheiro em posse do motorista (Henri Paul) no momento de sua morte e de sua riqueza pessoal. Essas alegações são abordadas no capítulo quatro do relatório de investigação criminal da Operação Paget . Mohamed Al-Fayed afirma que Henri Paul estava trabalhando para o MI6 e que eles teriam causado o acidente.  O inquérito não encontrou nenhuma evidência de que Henri Paul era um agente de qualquer serviço de segurança de governo.

### Amostras de sangue
Outra alegação diz respeito à confiabilidade dos exames de sangue realizados, que indicaram que Henri Paul (motorista) havia bebido antes de assumir o controle do carro. A conclusão dos investigadores franceses de que Paul estava bêbado foi feita com base em uma análise de amostras de sangue que continham um nível de álcool que de acordo com o relatório de Jay de setembro de 1997 era três vezes acima do limite legal francês. Essa análise inicial foi contestada por um patologista britânico contratado por Mohamed Al-Fayed. Em resposta, as autoridades francesas realizaram um terceiro teste, desta vez usando o fluido vítreo mais clinicamente conclusivo de dentro do olho do motorista, que confirmou o nível de álcool medido pelo sangue e também mostrou que Paul estava tomando antidepressivos.
Foi afirmado que o nível de álcool encontrado no sangue de Paul era inconsistente com seu comportamento sóbrio, conforme capturado nas câmeras do Ritz naquela noite.  Robert Forrest, um patologista forense, disse que um alcoólatra como Paul, com maior tolerância ao álcool, seria capaz de parecer mais sóbrio do que realmente era.  As famílias de Dodi Fayed e Henri Paul não aceitaram as conclusões da investigação francesa.
Foi divulgado em 2006 que Lord Stevens se encontrou com os pais idosos de Paul, dizendo-lhes que seu filho não estava bêbado.  Pouco antes da aparição de Stevens no inquérito, uma fonte próxima a Stevens afirmou que essa inconsistência poderia ser explicada como ele sendo "atencioso" e "sensível" com o casal de idosos,  uma avaliação que Scott Baker sugeriu pode ser confiável em seus comentários iniciais ao júri.  Sob interrogatório no inquérito britânico em 2008, Stevens negou ter "enganado deliberadamente" os pais de Paul e disse que a condição do motorista no momento do acidente não correspondia à definição de embriaguez da polícia, que ele disse depender de uma declaração e provas físicas da embriaguez. Stevens disse que as evidências disponíveis sugeriam que Paul havia consumido apenas duas bebidas alcoólicas, mas isso não era necessariamente tudo o que Paul havia consumido e que ele estava de fato "sob a influência" de álcool no momento do acidente.  Um especialista citado no relatório estimou que Paul havia bebido o equivalente a cinco medidas de Licor Ricard, seu aperitivo francês favorito com sabor de alcaçuz, antes de dirigir. 
Em dois testes do laboratório de toxicologia (TOXLAB) franceses, descobriu-se que Paul tinha 12,8% de saturação de hemoglobina de monóxido de carbono, o que ocorre quando o pigmento transportador de ferro do sangue (hemoglobina) está ligado ao monóxido de carbono (em vez de oxigênio). Fumantes normalmente têm cerca de 10% de hemoglobina ligada ao monóxido de carbono, então os resultados no caso de Paul não foram incomuns. Paul fumava pequenos charutos horas antes do acidente. Outro teste, apoiado pelos oponentes das descobertas oficiais, mostrou que Paul tinha uma saturação de hemoglobina de monóxido de carbono de 20,7% no momento de sua morte; esse resultado, se preciso, combinado com a taxa de dispersão de monóxido de carbono da corrente sanguínea, significaria que o sangue de Paul tinha 40% de saturação algumas horas antes.
Em 2009, foi relatado que as amostras de DNA confirmam que as amostras de sangue com altos níveis de álcool eram de fato de Paul.  Isso foi estabelecido por uma comparação com amostras fornecidas pelos pais de Paul, demonstrando que o sangue testado era o de Paul e que ele apresentava três vezes o limite legal francês de álcool em seu sangue.

## A alegação de Richard Tomlinson (ex-oficial do MI6) sobre o envolvimento do serviço secreto
Richard Tomlinson, um ex-oficial do MI6 que foi demitido dos serviços de inteligência e mais tarde cumpriu cinco meses de prisão por violar a Lei de Segredos Oficiais de 1989,  afirmou em uma declaração juramentada ao inquérito francês em maio de 1999 que o MI6 (serviço secreto) da Grã-Bretanha estava envolvido no acidente, sugerindo que o serviço de segurança tinha documentação que ajudaria o juiz Stephan em seu inquérito.  Em agosto do ano anterior, foi relatado pela BBC que Paul estava trabalhando para os serviços de segurança e que um dos guarda-costas de Diana, Trevor Rees-Jonesm agora conhecido como Trevor Rees ou Kes Wingfield, era um contato da inteligência britânica.  Tomlinson alegou que o MI6 estava monitorando a Princesa Diana antes de sua morte, disse a Mohamed Al-Fayed que Paul era um agente do MI6,  e que sua morte refletia os planos que ele viu em 1992 para o assassinato do então presidente da Sérvia Slobodan Milošević, usando uma luz de alta intensidade (estroboscópica) para cegar o motorista do veículo.
Em 13 de fevereiro de 2008, Tomlinson disse ao inquérito que pode não se lembrou direito dos fatos e que não tinha evidências de que Paul era um agente do MI6,  mas havia dito na sessão do tribunal do dia anterior que Paul estava fornecendo informações ao MI6.  Falando por vídeo da França, Tomlinson admitiu que, após o intervalo de 16 ou 17 anos, ele "não conseguia se lembrar especificamente" se o documento que ele viu em 1992 tinha de fato proposto o uso de uma luz de alta intensidade (estroboscópica) para causar um acidente de trânsito como forma de assassinar Slobodan Milošević, embora o uso de luzes para esse fim tenha sido abordado em seu treinamento no MI6.  A Operação Paget teve acesso sem precedentes aos escritórios do MI5 e do MI6 para investigar as alegações de Tomlinson. Mais tarde, foi revelado que o memorando mencionado era uma proposta escrita em março de 1993 para assassinar outra figura sérvia se ele ganhasse o poder, não Milošević.  Além disso, o plano não envolvia o uso de luzes. 
Outras evidências desacreditando as alegações de Tomlinson foram encontradas em rascunhos de um livro que ele estava escrevendo sobre seu tempo no MI6 antes de ser preso em 1998 por violar a Lei de Segredos Oficiais. O rascunho, datado de 1996, referia-se ao memorando e não continha nenhum detalhe sobre um acidente de carro encenado com lanternas em um túnel.
Posteriormente, uma gerente anônima do MI6 (nomeada como "Miss X", "Sra. X") deu declarações ao inquérito, alegando que o MI6 não mantinha nenhum arquivo sobre a princesa Daiana ou Dodi Al Fayed e que não havia nenhum plano envolvendo eles.  O inquérito concluiu descartando as alegações de Tomlinson como uma invenção fantasiosa. Ele continuou comentando que essa invenção foi o grande responsável por dar origem às teorias de que Diana teria sido assassinada.  Tomlinson foi preso pelas autoridades francesas em julho de 2006 como parte de sua investigação sobre a morte de Diana.  A polícia francesa também teria apreendido arquivos de computador e documentos pessoais de sua casa em Cannes.

## Relacionamento com Dodi Alf Fayed
Um dos principais motivos apresentados para o suposto assassinato inclui sugestões de que Diana estaria grávida do filho de Mohamedd (apelidado de "Dodi") Al-Fayed e que o casal estava prestes a ficar noivo. A alegada aversão à ideia de um não-cristão dentro da família real britânica significava que tal relacionamento entre a mãe do futuro rei e um muçulmano egípcio não seria tolerado.  Na opinião de Mohamed Al-Fayed, paid de Dodi Al-Fayed, que ele repetiu no tribunal no inquérito em fevereiro de 2008, o príncipe Philip, o príncipe Charles, a irmã de Diana, Lady Sarah McCorquodale e muitos outros estavam todos envolvidos em uma conspiração para matar a princesa e seu filho.  
Jeffrey Steinberg da Revista "A Executive Intelligence Review" (EIR), uma publicação do movimento americano Lyndon LaRouche, também apresentou teorias de que a princesa de Gales foi assassinada pelos serviços de segurança sob as instruções do príncipe Philip.  Um artigo no The Daily Telegraph em 1998 relatando as teorias da conspiração dessa revista (A Executive Intelligence Review) EIR alegando ligações anteriores entre a revista e Mohamed Al-Fayed, enquanto Francis Wheen relatou no ano seguinte que o porta-voz de Al-Fayed aconselhou os jornalistas a contatar Steinberg.
Al-Fayed afirmou em entrevistas na televisão que o casal iria anunciar seu noivado na segunda-feira após o acidente, 1º de setembro de 1997. A Operação Paget comentou que um anúncio de tal magnitude da Princesa de Gales teria sido um evento de mídia substancial de interesse mundial e teria exigido uma preparação significativa. Nenhuma evidência foi encontrada de que tal preparação tenha sido feita.
As evidências de imagens do circuito interno de vídeo mostradas no inquérito indicam que Dodi deixou a joalheria Repossi em 30 de agosto com nada mais do que um catálogo.  Alberto Repossi disse em 2003 que o anel havia sido colocado no dedo de Diana em um hotel de St Tropez e estava sendo redimensionado para futura coleção em Paris, mas depois admitiu ao escritor Martyn Gregory que havia recebido "papéis legais" de Al -Fayed, cliente há mais de 20 anos.  Al-Fayed disse que o casal escolheu o anel em Monte Carlo, e Dodi o pegou em Paris um dia antes de morrer, depois de ter sido alterado.  Esta declaração de Al-Fayed foi contrariada pelas declarações de Claude Roulet, um balconista, e por imagens do circuito interno de televisão. Uma gravação CCTV demonstrou que um anel havia sido selecionado por um funcionário do hotel Ritz. Foi comprado por Mohammed Al-Fayed após a morte do casal.
Poucas horas antes do acidente, na tarde de 30 de agosto, o amigo jornalista de Diana, Richard Kay, recebeu uma ligação de Diana em seu celular perguntando sobre o que provavelmente iria aparecer nos jornais de domingo do dia seguinte sobre ela.  Durante esta ligação, ela não mencionou qualquer anúncio que pretendia fazer. 
Mais reveladora foi a declaração dada pela irmã mais velha de Diana, Lady Sarah McCorquodale, que testemunhou que em uma conversa telefônica com Diana na sexta-feira, 29 de agosto, Diana falou sobre Dodi Fayed de uma maneira que deu à irmã a impressão de que o relacionamento estava em "terreno pedregoso" (situação difícil). Declarações de outros amigos e confidentes com quem Diana falou na semana antes de sua morte, incluindo seu mordomo Paul Burrell, sua amiga Lady Annabel Goldsmith, e sua conselheira espiritual Rita Rogers, foram unânimes em dizer que ela estava firme em não querer ficar noiva. ou casada com alguém naquele ponto de sua vida. Uma semana antes de morrer, a princesa disse a Goldsmith: "Preciso do casamento como uma mancha no rosto". 
O ex-secretário particular de Diana, Patrick Jephson, disse à BBC em reação à publicação do Relatório da Operação Paget em dezembro de 2006 que sua expressão facial na filmagem (CCTV) dela no Paris Ritz em sua última noite com Dodi Fayed era uma que ela usar quando ela estava descontente com uma situação.  No entanto, imagens internas do circuito fechado de televisão em 6 de outubro, tiradas poucos minutos antes de suas mortes, mostram uma Diana relaxada e Dodi de mãos dadas afetuosamente. 
Uma testemunha do inquérito foi Hasnat Khan , um cirurgião cardíaco muçulmano de origem paquistanesa que vivia em Londres, que teve um relacionamento com Diana por dois anos. Diana havia explorado a possibilidade de casamento com ele. Isso não encontrou oposição da família real e o então príncipe Charles deu sua bênção.  Khan afirmou que recebeu algumas cartas de ódio racistas de membros do público por causa do relacionamento, mas não tinha motivos para levar a sério o que foi dito nessas mensagens de ódio. Ele também afirmou que sentia que o relacionamento não era contestado pela Família Real ou qualquer outro ramo do governo britânico, incluindo os serviços de segurança. Paul Burrel afirmou que Diana ainda não havia superado seu rompimento com Khan no momento de sua morte.  Também foi apontado que Dodi e Diana se conheceram apenas sete semanas antes do acidente, na villa de Al-Fayed em St. Tropez em 14 de julho, o que significa que faltavam apenas 47 dias desde o primeiro encontro até a noite de o acidente. Desses dias, seus horários permitiam que ficassem juntos por um máximo absoluto de 35 dias. Pela análise dos movimentos reais de Diana, é provável que eles tenham passado aproximadamente 23 dias juntos antes do acidente. 
John Macnamara, um ex-detetive sênior da Scotland Yard, chefiou a própria investigação de Al-Fayed por cinco anos a partir de 1997. Interrogado no inquérito em 14 de fevereiro, ele admitiu não ter encontrado nenhuma evidência de uma conspiração criminosa para matar a princesa, ou que ela estava noiva ou grávida no momento de sua morte, além das alegações que Al-Fayed havia transmitido a ele. 

### Gravidez
Em janeiro de 2004, o ex-legista da casa real, John Burton, disse (em entrevista ao The Times ) que compareceu a um exame post-mortem do corpo da princesa no necrotério de Fulham, tendo examinado pessoalmente seu útero e a encontrou não estar grávida.  Robert Chapman, que realizou o exame pós-morte, afirmou que o útero e os ovários de Diana não apresentavam sinais de gravidez.
Em um esforço para examinar as afirmações feitas por Al-Fayed, a Operação Paget realizou testes científicos no sangue pré-transfusão encontrado na área dos pés do assento do Mercedes destruído que a princesa de Gales ocupava no momento do acidente. Verificou-se que este sangue não tinha vestígios de hormônio (hCG) associado à gravidez.  O inquérito também entrevistou extensivamente amigos de Diana que estiveram em contato próximo com ela nas semanas que antecederam sua morte. As provas obtidas dessas testemunhas eram de natureza muito sensível e a maior parte não foi incluída no relatório de investigação criminal da Operação Paget. No entanto, foi relatado que amigos disseram que ela estava em seu ciclo menstrual normal e havia evidências de que ela estava usando métodos contraceptivos.
A persistência de Al-Fayed em afirmar que Diana estava grávida o levou a fazer com que membros de sua equipe contassem à mídia que em seu último dia juntos, Diana e seu filho visitaram uma villa de sua propriedade em Paris para escolher um quarto "para o bebê". Embora o casal tenha realmente visitado a villa, as circunstâncias da visita foram exageradas para dizer que durou duas horas e que foi na presença de um proeminente designer de interiores italiano. 
Um guarda de segurança da villa, Reuben Murrell, sentiu-se desconfortável em mentir sobre o assunto e vendeu sua história para o Jornal The Sun.afirmando que a visita durou pouco menos de trinta minutos e não foi na companhia de nenhum designer de interiores. Ele forneceu fotos do circuito fechado de televisão para provar isso e disse que esteve na presença de Diana e Dodi durante toda a visita, não tendo havido nenhuma conversa sobre eles virem morar na vila. 
Mais tarde, ele renunciou ao emprego de Al-Fayed e iniciou um processo trabalhista depois que Al-Fayed o processou com sucesso por quebra de contrato por causa das imagens do circuito fechado de televisão que ele forneceu ao The Sun.  Membros seniores da equipe de Al-Fayed fizeram comentários depreciativos sobre Murrell e Trevor Rees-Jones em suas declarações à Operação Paget. Em 2004, um documentário do Canal 4 chamado The Diana Conspiracy (A Conspiração Diana), afirmou que o mordomo da villa que, em uma entrevista em junho de 1998 para o documentário da ITV: "Diana: Secrets Behind the Crash" (Diana: Segredos por detrás do acidente), afirmou ter mostrado o casal com a intenção de viver lá, nem estava presente na villa naquele dia, pois estava de férias.
Mohamed Al-Fayed afirmou pela primeira vez que a princesa de Gales estava grávida no momento de sua morte ao Daily Express em maio de 2001. "Se for verdade, é estranho que ele tenha se debruçado sobre essa importante informação por três anos e meio" disse Scott Baker no inquérito. 

## Ausência de imagens de câmeras (CFTV)
A ausência de imagens de câmeras (CCTV) mostrando a jornada do Mercedes do hotel até o local do acidente tem sido frequentemente citada como evidência de uma conspiração organizada. De acordo com o jornal The Independent em 2006, havia mais de 14 câmeras CCTV na passagem subterrânea de Pont de l'Alma , embora nenhuma filmasse a colisão fatal. 
O Juiz Hervé Stéphan foi nomeado Juiz de Instrução (produção de provas) neste processo a 2 de Setembro de 1997. Nesse dia, por Despacho Judicial, encarregou a Brigada Criminal de Paris de identificar todas as imagens vídeo e fotográficas do percurso efectuado pela Mercedes. O tenente Eric Gigou, da Brigada Criminal, liderou a equipe que realizou esse trabalho, inicialmente refazendo o percurso várias vezes e fazendo uma lista de possíveis localizações. 
Seu relatório mostrou que a equipe identificou dez locais de câmeras de CFTV. Nenhum deles tinha imagens relevantes para o inquérito, pois eram principalmente câmeras de segurança voltadas para as entradas dos prédios. A maioria das câmeras não era mantida pela cidade de Paris; os donos dos prédios aos quais estavam vinculados os operavam privadamente. Havia uma câmera de monitoramento de tráfego acima da passagem subterrânea, mas isso estava sob o controle da Companhia de Circulação Urbana de Paris (Unidade de Tráfego Urbano de Paris). Esse departamento fechou por volta das 23h, não tinha plantão noturno e não fazia gravações. Os agentes do Centro de Informação e Comando da Central de Polícia podiam continuar a ver as imagens mostradas pela câmara de trânsito em tempo real, mas não podiam controlá-la.
O assunto das câmeras do circuito fechado de televisão é tratado no Capítulo 5 do relatório da Operação Paget. Também foi descoberto que uma fotografia que foi publicada em um livro de David Cohen chamado "Diana, Death of a Goddess" e declarado como tendo sido tirada pouco antes de o carro entrar no túnel, foi na verdade tirada por um fotógrafo quando o carro saiu da parte de trás do túnel.

## Fiat Uno Branco e James Andanson
A análise dos destroços do Mercedes revelou que ele teve contato superficial com um carro Fiat Uno branco que deixou vestígios de tinta na carroceria do Mercedes, no qual estavam Diana e Dodi Al-Fayed. Extensas tentativas da polícia francesa para encontrar o veículo envolvido não tiveram sucesso.  Embora ninguém tenha visto o Fiat no túnel, algumas testemunhas relataram ter visto um Uno saindo do túnel. 
Mohamed Al-Fayed alegou em sua declaração de julho de 2005 para a Operação Paget, e em outras ocasiões, que o Fiat Uno branco estava sendo usado pelo MI6  como um meio de fazer o Mercedes desviar e, assim, bater na lateral do túnel. Al-Fayed alegou ainda que o Fiat Uno pertencia a um fotojornalista francês chamado Jean-Paul James Andanson,  um agente dos serviços de segurança de acordo com Al-Fayed,  que havia fotografado Diana enquanto ela estava em sua casa em St. Tropez em julho de 1997. A morte de Andanson em maio de 2000, afirmou Al-Fayed, foi devido à culpa pelo que ele havia feito ou porque ele foi assassinado pelos serviços de segurança franceses ou britânicos para silenciá-lo. 
A Operação Paget descobriu que o Fiat Uno branco de propriedade de Andanson estava em condição imprópria, tendo nove anos na época, com 325.000 quilômetros no hodômetro  e não tinha sido mantido adequadamente por vários anos antes. Os vizinhos de Andanson confirmaram a veracidade dessa evidência.  Andanson vendeu o carro em outubro de 1997. A Operação Paget concluiu que era extremamente improvável devido às condições do carro e ao fato de Andanson tê-lo descartado tão abertamente que era o único no local do acidente em Paris. A polícia francesa examinou o carro de Andanson como parte de seu esforço para rastrear aquele que entraram em contato com o Mercedes com o objetivo de processar o motorista por não prestar assistência e chegou à mesma conclusão. A polícia francesa passou um ano após o acidente procurando o veículo e eliminou mais de 4.000 Fiat Unos brancos de seu inquérito. A Operação Paget decidiu que seria improvável que novas investigações identificassem o veículo envolvido, já que um período tão longo havia se passado desde o acidente. Concluiu que a ameaça de processo por crime de prisão provavelmente dissuadiu o motorista de se apresentar na época.
Um major aposentado da Brigada Criminal francesa, Jean Claude Mules, prestou depoimento no inquérito em fevereiro de 2008. Andanson foi entrevistado pela polícia francesa em fevereiro de 1998 e conseguiu fornecer provas documentais sobre seus movimentos nos dias 30 e 31 do mês de agosto anterior ao acidente. O que o convenceu de que ele (James Andanson) não poderia ser o motorista do Fiat Uno envolvido. Isso demonstrou que Andanson só poderia estar em sua casa em Lignieres, a 285 km de Paris, no momento do acidente.  Elizabeth, sua viúva, disse no inquérito de Londres em fevereiro de 2008 que seu marido estava em casa na cama com ela no momento do acidente. 

### Suicídio deAndanson
Andanson morreu em maio de 2000. O veredicto oficial foi suicídio. Seu corpo foi encontrado em um BMW preto queimado em uma floresta perto da cidade de Nant, perto de Millau, no sul da França. A morte de Andanson foi atribuída a problemas em sua vida privada. O inquérito de 2008 sobre a morte da princesa de Gales ouviu que evidências foram descobertas por seus amigos e associados de que, antes de sua morte, ele havia falado em suicídio derramando gasolina em um carro e acendendo um charuto, conforme observado por Richard Horwell, comissário metropolitano.
O relatório Paget afirma que, quando o carro foi encontrado, o corpo de Andanson estava no banco do motorista e sua cabeça foi destacada e colocada entre os bancos dianteiros. Havia um buraco em sua têmpora esquerda. O patologista francês concluiu que esse buraco foi causado pelo calor intenso do fogo e não, por exemplo, por um ferimento de bala. 
A Operação Paget não encontrou nenhuma evidência de que Andanson fosse conhecido por nenhum serviço de segurança e, ao contrário das afirmações de Mohamed Al-Fayed, sua morte foi minuciosamente investigada pela polícia francesa (embora o paradeiro das chaves do carro nunca tenha sido explicado). Uma invasão em seu antigo local de trabalho em junho de 2000, supostamente realizada por serviços de segurança, não teve relação com sua morte, pois nenhum item relacionado a ele foi roubado.

### Le Van Thanh
Foi relatado por inúmeras publicações que o Fiat Uno branco pertencia a Le Van Thanh, que era um motorista de táxi de 22 anos no momento do acidente. Thanh possuía um Fiat Uno branco idêntico ao que atingiu a Mercedes da princesa de Gales. Georges e Sabine Dauzonne identificaram Thanh como "o homem agitado que eles podem ter visto dirigindo o carro".  Thanh sempre recusou pedidos de entrevista.  Em 2006, o pai de Thanh disse que seu filho havia repintado seu Uno branco com vermelho horas após o acidente, supostamente acordando seu irmão mecânico durante a noite para ajudá-lo. Após testes, concluiu-se que o carro "poderia ter estado envolvido no acidente", mas o envolvimento de Thanh no acidente "foi descartado pela polícia francesa porque ele disse que estava a trabalhar na noite em questão".  Mais tarde, foi descoberto que ele havia saído do trabalho mais cedo naquela noite e poderia estar no local do acidente. Várias testemunhas lembram de ter visto um homem com sua descrição saindo do túnel segundos após o acidente.

## Flash brilhante
Uma explicação alternativa para a causa do acidente foi o relato de um flash (Luz) branco brilhante pouco antes de o carro entrar no túnel, cegando o motorista. Richard Tomlinson fez essa alegação no inquérito, mas a veracidade de suas evidências foi considerada insuficiente.
Foi descoberto pelas autoridades que três testemunhas oculares no local do acidente alegaram ter visto um flash de luz antes do acidente.  François Levistre (originalmente François Levi)  fez uma afirmação clara e específica de que viu um flash brilhante, mas suas três declarações às autoridades estavam em conflito umas com as outras.  Tanto os detetives franceses investigando após o acidente  quanto os oficiais que trabalharam na Operação Paget rejeitaram suas evidências.   Com o Mercedes atrás dele, ele afirmou ter visto o flash em seu espelho retrovisor e contou outros elementos do que viu enquanto fazia a difícil curva para fora do túnel. Crucialmente, no entanto, seu testemunho foi diretamente contestado por sua então esposa, que estava no banco do passageiro ao lado dele. No entanto, a testemunha ocular Brian Anderson, um turista americano, disse aos detetives que ele também viu um flash brilhante.
A polícia francesa em 1997 estava ciente da condenação de Levistre em Rouen durante 1989 por desonestidade e sua subsequente sentença de prisão,  e ele não foi considerado por eles uma testemunha confiável.  Documentários de televisão produzidos pelo Channel 4 em 2004 e pela BBC em 2006 levantaram essa questão. Ele apareceu como testemunha no inquérito britânico por meio de um link de vídeo em outubro de 2007, num programa da ITV apresentado por Nicholas Owen, então correspondente real da ITN (Independent Television News), deu peso suficiente ao afirma Levistre que 93% dos telespectadores consultados pelo jornal Mirror logo após a transmissão acreditava que havia um flash de luz brilhante no momento do acidente.
Os detalhes do depoimento das testemunhas oculares foram cuidadosamente revisados e os oficiais da Operação Paget conseguiram descobrir duas novas testemunhas. Outros depoimentos de testemunhas oculares fizeram poucas referências ao aparecimento de quaisquer flashes inexplicáveis no local do acidente. Várias testemunhas que deveriam ter visto um clarão ofuscante não fizeram referência a nenhum.  De qualquer forma, a reconstrução detalhada do acidente revelou que a cadeia de eventos que levou o carro a colidir inevitavelmente com o pilar começou bem antes de chegar à boca do túnel onde o flash teria ocorrido. Além disso, uma luz estroboscópica do tipo que supostamente foi usado é tão poderosa que um flash emitido por ela teria sido brilhante o suficiente para iluminar uma área muito ampla. Provavelmente teria cegado não só Paul, mas também o motorista do Fiat Uno branco, os paparazzi perseguidores e testemunhas de pé na beira da estrada. O relatório da Operação Paget concluiu que o suposto flash não aconteceu.

## Cinto de segurança
Houve alguma discussão na mídia em abril de 2006 sugerindo que Diana era uma usuária fiel do cinto de segurança e, portanto, o fato de os cintos de segurança dela e de Dodi Al Fayed terem falhado ou não terem sido usados era sinistro e pode sugerir sabotagem.  Sua irmã, Lady Sarah McCorquodale disse mais tarde que Diana sempre colocava o cinto de segurança. Outras fontes questionam se ela de fato usava o cinto de segurança o tempo todo, como foi sugerido.
"O que é certo é que ela não estava usando cinto de segurança e isso piorou as coisas. Gostaríamos de pensar que se ela estivesse usando cinto de segurança, poderíamos salvá-la", disse André Lienhart, que revisou a resposta dos serviços de emergência para a investigação do governo francês sobre o incidente.  A CNN fez uma análise do acidente no início de setembro de 1997 e concluiu que os ferimentos teriam sido menores se os ocupantes estivessem usando cintos de segurança. As conclusões foram provisórias devido a dados limitados sobre o modelo específico da Mercedes, já que a limusine não foi vendida nos Estados Unidos.
A análise dos destroços do carro após sua repatriação para a Inglaterra em 2005 por um investigador forense de acidentes do Laboratório de Pesquisa de Transporte, com experiência de 35 anos, no bojo da Operação Paget constatou que todos os cintos de segurança estavam em boas condições de funcionamento, exceto o lado direito do banco traseiro, o qual era ocupado por Diana. nquéritos de acompanhamento com investigadores franceses descobriram que eles declararam todos os cintos de segurança operacionais em um exame em outubro de 1997, sugerindo que o dano a este cinto de segurança ocorreu após o acidente. O veredicto do inquérito britânico afirmou explicitamente que a falta de cintos de segurança "causou ou contribuiu para" a morte de Dodi e Diana.

## Transporte para o hospital
A primeira chamada para a central telefônica do serviço de emergência foi registrada às 0h26. A ambulância do SAMU com a Princesa chegou ao Hospital Pitié-Salpêtrière às 2h06. o que significava que o paciente precisava ser estabilizado primeiro em uma ambulância médica totalmente equipada antes de ser encaminhado para um hospital especializado que pudesse tratar seus ferimentos, por mais longe que estivesse.  No entanto, esse período de tempo gerou muitos comentários relacionados à conspiração.
O período entre o acidente e a chegada ao hospital leva em consideração: o tempo de chegada dos serviços de emergência; o tempo gasto pelo corpo de bombeiros de Paris para remover Diana do carro danificado; e o tempo real de viagem do local do acidente até o hospital. Os policiais Sébastien Dorzee e Lino Gagliadorne foram os primeiros socorristas a chegar ao local por volta das 00h30. e terapia intensiva e o médico responsável pela ambulância do SAMU, chegaram por volta de 0h40. Diana foi retirada do carro por volta de 1h00. Em seguida, teve parada cardiorrespiratória. Após ressuscitação cardiopulmonar externa, seu coração voltou a bater. Ela foi transferida para a ambulância do SAMU às 1h18 
A ambulância partiu do local do acidente às 1h41 e chegou ao hospital às 2h06 – um tempo de viagem de aproximadamente 26 minutos. Isso incluiu uma parada na Gare d'Austerlitz ordenada por Martino por causa da queda da pressão arterial da princesa de Gales e a necessidade de lidar com isso. A ambulância estava viajando lentamente em suas instruções expressas. O médico estava preocupado com a pressão sanguínea de Diana e os efeitos de desaceleração e aceleração em sua condição médica. 
A ambulância do SAMU que transportava Diana passou pelo Hospital Hôtel-Dieu, na Ile de la Cité, a caminho do Hospital Pitié-Salpêtrière. A decisão de transferi-la para o Hospital Pitié-Salpêtrière foi tomada por Marc Lejay, que estava de plantão no Controle do SAMU naquela noite, em consulta com o Dr. Derossi, que esteve no local. O Hospital Pitié-Salpêtrière era o principal centro de acolhimento de politraumatizados de Paris. O Hospital Hôtel-Dieu não estava equipado para lidar com os ferimentos sofridos por Diana. Lejay afirmou: "O hospital Hôtel-Dieu na 'Ile de la Cité' está mais próximo, mas não está equipado com equipes de cirurgia cardíaca ou equipes neurocirúrgicas ou equipes treinadas para atender pacientes com lesões múltiplas." Lejay também sabia que Bruno Riou estava de plantão no Pitié-Salpêtrière naquela noite e era particularmente habilidoso para tratar seus ferimentos.

## Embalsamamento do corpo
Mohamed Al-Fayed alegou que o corpo de Diana foi deliberadamente embalsamado logo após sua morte para garantir que qualquer teste de gravidez pós-morte produzisse um resultado falso. Robert Chapman, que realizou o exame pós-morte, afirmou que os fluidos de embalsamamento não teriam efeito em determinar se Diana estava grávida ou não, pois as evidências físicas estariam presentes em seu útero e ovários.
A Operação Paget descobriu que 31 de agosto de 1997 foi um dia muito quente em Paris. O corpo de Diana havia sido guardado em uma sala vazia adjacente ao pronto-socorro onde ela havia sido atendida no Hospital Pitié-Salpêtrière , pois o necrotério ficava do outro lado do terreno do hospital e a alguma distância. Unidades de gelo seco e ar condicionado foram colocadas na sala para mantê-la fresca, mas parece ter tido pouco sucesso. 
As duas irmãs de Diana e o então príncipe Carlos deveriam ver o corpo no final da tarde antes de trazê-lo de volta ao Reino Unido. O presidente Jacques Chirac e sua esposa também desejaram prestar suas homenagens. Isso significava que havia muito pouco tempo para preparar o corpo para exibição e foi considerado inaceitável apresentar o corpo de Diana à sua família e ao presidente da França no estado em que se encontrava. Diante dessa situação, a equipe do hospital decidiu prosseguir com o embalsamamento apenas com autorização verbal de Martine Monteil, superintendente de polícia local, que garantiu a Jean Monceau "que tudo estaria em ordem". De acordo com a lei francesa, a papelada deve ser preenchida antes de realizar o embalsamamento de qualquer cadáver que possa ser submetido a uma autópsia. Esta papelada foi concluída, mas somente após o embalsamamento ter sido realizado, dando origem a alegações de circunstâncias suspeitas. As alegações foram feitas apesar de não haver como a equipe do hospital saber se Diana estava grávida ou não, já que um teste de gravidez teria sido irrelevante para seu tratamento pós-acidente e, portanto, não foi realizado. 

## SAS (Serviço Aéreo Especial)
O atirador (Sniper) Danny Nightingale, levou a uma carta escrita por uma testemunha (chamada de "Soldado N") perante a Corte Marcial dos SAS. Tal carta foi enviada aos seus sogros e recebeu grande atenção por part da mídia.  O "soldado N", ex-colega de quarto de Nightingale, estava na prisão por esconder ilegalmente armas de fogo e munições. Em 17 de agosto de 2013, a Polícia Metropolitana de Londres anunciou que estava analisando as evidências de que o "Soldado N" havia se gabado de que o SAS estava por trás da morte da princesa Diana. 
Os pais da ex-esposa do soldado N supostamente escreveram ao comandante do SAS, alegando que o "soldado N" havia dito a sua esposa que a unidade "causou" a morte de Diana e foram "encobertos". A informação teria sido repassada à Scotland Yard pela Polícia Militar Real do Reino Unido . No entanto, a Scotland Yard enfatizou que esta informação não levaria a uma nova investigação e que eles estavam examinando sua "relevância e credibilidade".  Eles também confirmaram que o então príncipe Carlos e Mohamed Al-Fayed estavam sendo mantidos informados enquanto o exame preliminar progredia. No final de novembro de 2013, a Scotland Yard encerrou o estudo das denúncias do SAS e divulgou um comunicado: "O serviço de Polícia Metropolitana (de Londres) avaliou as informações e está em processo de elaboração de conclusões, que serão comunicadas às famílias e interessados primeiro, antes que qualquer outro comentário possa ser feito",  Em 16 de dezembro, foi divulgado na Sky News  que não havia "nenhuma evidência confiável" de que o SAS estava envolvido na morte da princesa Diana e de outros e, portanto, não havia razão para reabrir a investigação.